# Siniša Ružić
Siniša Ružić (Zagreb, 13. svibnja 1969.) je hrvatski kazališni, televizijski i filmski glumac.

## Filmografija

### Televizijske uloge
- "Dar mar" kao Kruno Bajić (2020.)
- "Na granici" kao Tomo Boban (2018.)
- "Crno-bijeli svijet" kao Stjepan (2016.)
- "Kud puklo da puklo" kao Stanko (2015. – 2016.)
- "Horvatovi" kao utjerivač dugova (2015.)
- "Počivali u miru" kao Andrej Fiolić (2015.)
- "Stipe u gostima" kao Ladislav (2013.)
- "Odmori se, zaslužio si" kao liječnik (2013.)
- "Larin izbor" kao odvjetnik Tončić (2012.)
- "Bitange i princeze" kao Simke (2010.)
- "Stipe u gostima" kao Boris (2010.)
- "Najbolje godine" kao odvjetnik (2010.)
- "Zakon!" kao Elvis Katić (2009.)
- "Zakon ljubavi" kao Polonijev odvjetnik (2008.)
- "Hitna 94" kao Goranov otac (2008.)
- "Stipe u gostima" kao socijalni radnik (2008.)
- "Tužni bogataš" kao Perčec (2008.)
- "Luda kuća" kao Miodrag Skorup (2007.)
- "Naša mala klinika" kao Egon Stipličić / Luckey (2006.)
- "Cimmer fraj" kao stari homoseksualac #1 (2006.)
- "Ljubav u zaleđu" kao Farkaš (2005.)
- "Zlatni vrč" kao kulturni djelatnik (2004.)
- "Olujne tišine 1895-1995" kao Milan Krištof (1997.)

### Filmske uloge
- "Most na kraju svijeta" kao vozač autobusa (2014.)
- "Duga mračna noć" (2004.)
- "Je li jasno, prijatelju?" kao Slovenac (2000.)
- "Bogorodica" kao mladić (2002.)
- "Da mi je biti morski pas" kao Brando (1999.)
- "Prepoznavanje" kao policajac (1996.)
- "Djed i baka se rastaju" kao konobar (1996.)
- "Noć za slušanje" (1995.)

### Sinkronizacija
- "Hotel Transilvanija 3: Praznici počinju!" (2018.)
- "Auti 3" kao Mlađak Hitri (2017.)
- "Majstor Mato" kao Gospodin Sudar, Gospodin Kumar, Ivan (2017.)
- "Ljepotica i zvijer" kao Knjižničar (2017.)
- "Prste(n) k sebi" kao Vilko (2016.)
- "Top Cat: Mačak za 5" kao Štanga (2016.)
- "Medo sa sjevera" kao Pablo (2016.)
- "Zootropola" kao Đurica (2016.)
- "Hotel Transilvanija 2" (2015.)
- "Mune: Čuvar mjeseca" kao Sohone (2015.)
- "Sofija Prva" kao Direktor Dove (2015.)
- "Violetta" kao Beto Benvenuto (2015.)
- "Doktorica Pliško" kao Djed Božićnjak i sporedni likovi (2015.)
- "Mickey Mouse Clubhouse" kao Hromi (2015.)
- "Svemoguća Kim" kao Duff Killigan (2015.)
- "Mune: Čuvar mjeseca" kao Sohone (2015.)
- "Prdoprah Doktora Proktora" (2014.)
- "Snježno kraljevstvo" kao Kralj Arendella (2013.)
- "Mickey Mouse: Nabavi si konja" kao Hromi (2013.)
- "Vesele trojke" (2011.)
- "Čudovišta iz ormara" kao Jeti (2009.)
- "Stravičan u Ludi Svijet" (2008.)
- "Zvončica" (2008.)
- "Grom" (2008.)
- "WALL-E" kao Ivan (2008.)
- "101 dalmatinac" (2008.)
- "Čimpanze u svemiru" kao dr. Bob (2008.)
- "Princeza sunca" (2007.)
- "Obitelj Robinson" kao Direktor (2007.)
- "Shrek" (2007.)
- "Shrek treći" (2007.)
- "Charlotteina mreža" (2007.)
- "Kad krave polude" kao policajac (2006.)
- "Preko ograde" kao Dado Tornado (2006.)
- "Skatenini i Zlatne dine" (2006.)
- "Žuta minuta" (2005.)
- "Timon i Pumba" (2005.)
- "Tarzan 2" kao Uto (2005.)
- "Garfield" kao najavljivač izložbe pasa (2004.)
- "Okretala se i čarolija zrcala" (2004.)
- "Sinbad: Legenda o sedam mora" (2003.)
- "O mačkama i psima" (2001.)
- "Careva nova škola" kao Pacha
- "Voljeni doktor Martini" kao Fausto
- "Transformeri" kao Kapetan Brkić
- "Krpići" kao Alfred
- "Spider-Man" kao Spiderman, Peter Parker
- "Povratak u Gayu" kao Gradonačelnik
- "Jura" kao General
- "Krava i pile" kao Tata
- "Ed, Edd i Eddy" kao Ed
- "Poštar Pat" kao Pat Clifton
- "Medvjedići dobra srca" kao Drago
- "Ulica Sezam" kao Humphrey
- "Pustolovine Marka i Goge" kao Vodič
- "Vesele trojke"
- "Jagodica Bobica - Film o slatkim snovima" kao Prgavi pekar
- "Dexterov laboratorij"
- "X-Men" kao Beast

## Kontroverze
Nakon povratka Hrvatske nogometne reprezentacije i osvojenog brončanog odličja na Svjetskom prvenstvu u Kataru, Ružić je na društvenim mrežama javno napao hrvatskog reprezentativca Dejana Lovrena:
"S posebnim guštom odjebavam sa spiska prijatelja sve obožavatelje i istomišljenike i opravdavatelje antivakserskog putinoguzicolisca ustaše Dejana Lovrena, pogotovo ako mu se pridružuju u pljuvanju po svim poštenim, radnim, običnim normalnim Hrvatima i građanima Hrvatske.
Osjećam se bijedno dok me proziva nešto što se zove ,”prva hrvatska liga” i poznati antivakserski intelektualac i čovjek koji brani Putina i Rusiju dok prolijevaju ukrajinsku krv. Možda sam ja kao navijač i Hrvat beznačajan, ali dok ovakva smeća budu prozivala poštene hrvatske građane “šta rade u Hrvatskoj”, i dok HNS, vlada i predsjednik RH (koji će ih odlikovati) javnost i policija budu ovakve stvari prešućivali, što se mene tiče, dok takvi igraju i vrijeđaju građane, za mene hrvatska nogometna reprezentacija NE POSTOJI."
Nedugo zatim, objavu je obrisao.

## Vanjske poveznice
- Siniša Ružić u internetskoj bazi filmova IMDb-u (engl.)